# Formation de Claron
La formation géologique de Claron ou formation de Claron est une formation géologique datant du Paléocène et de l'Éocène (40 à 60 millions d'années) et située sur le Plateau de Paunsaugunt dans le sud-ouest de l'Utah aux États-Unis. Cette formation est particulièrement visible à l'intérieur du parc national de Bryce Canyon où l'érosion a créé dans sa roche des hoodoos.
La formation est constituée en grande partie de roches calcaires. Cette roche enferme également des oxydes de fer qui lui donnent une coloration rougeâtre.